# Ole Bischof
Ole Bischof (ur. 27 sierpnia 1979 w Reutlingen) – niemiecki judoka, mistrz olimpijski z Pekinu, brązowy medalista mistrzostw świata, mistrz i wicemistrz Europy.
Walczy w kategorii do 81 kilogramów. Oprócz olimpijskiego złota (w finale pokonał przez yuko Koreańczyka Kima Jae-buma) ma na swoim koncie także złoty (2005) i srebrny (2004) medal mistrzostw Europy oraz brązowy medal mistrzostw świata (2009). Startował w Pucharze Świata w latach 2002–2008. Jego trenerem jest mistrz olimpijski z Los Angeles, Frank Wieneke.